# آنتانامبائو (آنتسیرابه II)
آنتانامبائو (به لاتین: Antanambao) یک منطقهٔ مسکونی در ماداگاسکار است که در ناحیه آنتسیرابه دو واقع شده‌است. آنتانامبائو ۲۱٬۰۰۰ نفر جمعیت دارد و ۱٬۵۹۳ متر بالاتر از سطح دریا واقع شده‌است.